# 王鐸 (成化進士)
王鐸（1442年—？），字大振，陝西岷州衛軍籍，陝西延安府保安縣人，明朝政治人物。

## 生平
成化七年（1471年）辛卯科陝西鄉試第五十名舉人，二十三年（1487年）中式丁未科會試第一百七十九名，三甲第七十四名進士。歷官四川馬湖府知府，正德三年（1508年）十二月升四川布政使司左參政，後致仕。

## 家族
曾祖王歆；祖父王諒；父王瑀，母胡氏。永感下。兄王銳、王鉉、王鐩。